# Teófanes, o Confessor
Teófanes, o Confessor (em latim: Theophanes Confessor; em grego: Θεοφάνης Ομολογητής; Constantinopla, 758 – Samotrácia, 12 de março de 817) foi um aristocrata, cronista e monge asceta bizantino. É venerado em 12 de março na Igreja Católica e na Igreja Ortodoxa.

## Vida
Teófanes nasceu em Constantinopla por volta de 758. Era filho de o governador provincial Isaque e Teodora, cuja família é desconhecida. Após a morte prematura de seus pais, foi à corte do imperador Constantino V (r. 741–775). Casou-se aos doze anos, mas induziu sua esposa a levar uma vida de virgindade, e em 799, após a morte de seu sogro, separaram-se por mútuo consentimento para abraçar o estado religioso; ela escolhendo um convento em uma ilha perto de Constantinopla, enquanto ele entrou no mosteiro chamado Policrônio no distrito de Sigriano perto de Cízico. Mais tarde, construiu um mosteiro em suas próprias terras na ilha de Calônio (agora Calomio). Depois de seis anos voltou a Sigriano, fundou uma abadia conhecida pelo nome de "do grande acre" e a governou como abade. Como tal esteve presente no Segundo Concílio de Niceia, em 787, e assinou seus decretos em defesa das imagens sagradas. Quando o imperador Leão V,  o Armênio (r. 813–820) recomeçou sua guerra iconoclasta, ordenou que Teófanes fosse levado a Constantinopla e tentou em vão induzi-lo a condenar o que havia sido sancionado pelo concílio. Teófanes foi lançado na prisão e por dois anos sofreu um tratamento cruel; ele foi então banido à Samotrácia, onde, sobrecarregado de aflições, viveu apenas dezessete dias e fez muitos milagres após a morte.
A pedido urgente de seu amigo Jorge Sincelo (m. 810), empreendeu a continuação de sua crônica, durante os anos 810-15. Tratou da época do ano 284-813, e fez uso de material já preparado por Sincelo, provavelmente também os extratos das obras de Sócrates Escolástico, Sozomeno e Teodoreto, feitas por Teodoro, o Leitor, e a crônica da cidade de Constantinopla. A obra consta de duas partes, a primeira dando a história, organizada por anos, a outra contendo tabelas cronológicas, cheias de imprecisões e, portanto, de pouco valor. Parece que Teófanes apenas preparou as tabelas, deixando espaços vagos para as datas apropriadas, mas que estas foram preenchidas por outra pessoa. A primeira parte, embora carente de precisão histórica e crítica, o que dificilmente poderia ser esperado de um homem de tal disposição ascética, supera em muito a maioria das crônicas bizantinas. Foi editada em Paris em 1655 por Jacques Goar, novamente em Veneza em 1729 com anotações e correções de François Combefis. Uma versão latina foi feita por Anastácio Bibliotecário, e ambos foram habilmente editados por de Carl R. de Boor em 1883 em Lípsia.